# Agata Pietrzyk
Agata Pietrzyk est une lutteuse polonaise née le 21 juillet 1988.

## Palmarès

### Championnats du monde
- Médaille d'argent en 2009 à Herning (Danemark).
- Médaille de bronze en 2008 à Tôkyô (Japon).

### Championnats d'Europe
- Médaille de bronze en 2010 à Bakou (Azerbaïdjan).